# FK Возничего
FK Возничего (лат. FK Aurigae) — одиночная переменная звезда в созвездии Возничего на расстоянии (вычисленном из значения параллакса) приблизительно 24974 световых лет (около 7657 парсеков) от Солнца. Видимая звёздная величина звезды — от +15,2m до +13,2m.

## Характеристики
FK Возничего — красная пульсирующая переменная звезда типа RV Тельца (RV:) спектрального класса K. Эффективная температура — около 3906 К.